# Ziegfeld Girl
Ziegfeld Girl é um filme norte-americano de 1941, do gênero musical, dirigido por Robert Z. Leonard.

## Elenco
- James Stewart - Gilbert Young
- Judy Garland - Susan Gallagher
- Hedy Lamarr - Sandra Kolter
- Lana Turner - Sheila Regan
- Tony Martin - Frank Merron
- Jackie Cooper - Jerry Regan